# 333
Évszázadok: 3. század – 4. század – 5. század
Évtizedek: 280-as évek – 290-es évek – 300-as évek – 310-es évek – 320-as évek – 330-as évek – 340-es évek – 350-es évek – 360-as évek – 370-es évek – 380-as évek
Évek: 328 – 329 – 330 – 331 –  332 – 333 – 334 – 335 – 336 – 337 – 338

## Események

### Római Birodalom
- Flavius Dalmatiust és Domitius Zenofilust választják consulnak.
- Calocaerus fellázad Cipruson és császárrá kiáltja ki magát. Constantinus császár Flavius Dalmatius consult (féltestvérét, aki a censori hivatalt is betölti) küldi a felkelés leverésére.
- December 25-én Constantinus caesari rangra emeli legkisebb fiát, a 13 éves Constanst.
- Az Itinerarium Burdigalense (az első keresztény útikönyv) írójának zarándokútja Burdigalából (Bordeaux) Jeruzsálembe.

### Kína
- Meghal Si Lö, a hsziugnu vezetésű Késői Csao állam császára. Hadvezére, Si Hu azonnal átveszi a hatalmat és megöleti a császár főbb tanácsadóit és özvegyét. A trónra egyelőre formálisan Si Lö fia, Si Hung kerül.

## Halálozások
- Si Lö, Késői Csao állam császára

## Fordítás
- Ez a szócikk részben vagy egészben  a(z)   333 című angol Wikipédia-szócikk ezen változatának fordításán alapul.  Az eredeti cikk szerkesztőit annak laptörténete sorolja fel. Ez a jelzés csupán a megfogalmazás eredetét és a szerzői jogokat jelzi, nem szolgál a cikkben szereplő információk forrásmegjelöléseként.